# Међународни биро за тегове и мере
Међународни биро за тегове и мере је српски назив за (фр. Bureau International des Poids et Mesures) или (енгл. International Bureau of Weights and Measures, BIPM). То је организација за стандарде, једна од три организације успостављене како би се одржао Интернационални систем јединица (СИ) под условима Конвенције о метру.
Смештен је у Pavillon de Breteuil у Севру у Француској, где има екстратериторијални статус.
Према званичном сајту:
Задатак BIPM-а је да осигура једноликост јединица за мерење широм света и њихову могућност праћења до Интернационалног система јединица (СИ).
То чини са ауторитетом Конвенције о метру, дипломатског споразума између педесетједне нације (од 2005), и управља кроз бројне Консултационе комитете, чији су чланови националне метролошке лабораторије земаља чланица конвенције, као и кроз сопствене лабораторијеске радове.
BIPM спроводи истраживања везана за мере. Организује и учествује у међународним поређењима националних стандарда мерења, и спроводи калибрације за земље чланице.
Остале организације које одржавају СИ систем су:
- Генерална конференција за тегове и мере или
- Међународни комитет за тегове и мере или

## Структура
BIPM надгледа Међународни комитет за тегове и мере (фр. Comité international des poids et mesures, CIPM), комитет од осамнаест чланова који се редовно састаје на две седнице годишње, који заузврат надгледа Генерална конференција о теговима и мерама (фр. Conférence générale des poids et mesures, CGPM) која се састаје у Паризу обично једном сваке четири године, коју чине делегати влада држава чланица и посматрачи из сарадника CGPM. Ови органи се такође обично називају њиховим француским иницијалима.

## Историја
BIPM је створен 20. маја 1875. године, након потписивања Конвенције о метру, уговора између 17 држава чланица (према подацима из новембар 2018. сада има 59 чланица).
Седиште организације је базирано у Павиљон Бретељу у Сен Клу, Француска, на локацији од 2,52 ha или 6,2 акра (првобитно 2,52 ha или 6,2 акра) коју је Француска влада доделила Бироу 1876. године. Од 1969, та локација се сматра међународном територијом, а BIPM има сва права и привилегије које су дате међувладиној организацији. Овај статус је додатно разјашњен француским декретом бр. 70-820 од 9. септембра 1970. године.

## Функција
BIPM има мандат да обезбеди основу за јединствен, кохерентан систем мерења широм света, који се може пратити до Међународног система јединица (СИ). Овај задатак има много облика, од директног ширења јединица до координације кроз међународна поређења националних мерних стандарда (као што је електрична енергија и јонизујуће зрачење).
Након консултација, нацрт BIPM програма рада се представља на сваком састанку Генералне конференције ради разматрања са буџетом BIPM-а. Коначан програм рада утврђује CIPM у складу са буџетом који је усагласио CGPM.
Тренутно, главни посао BIPM-а обухвата:
- Научно-техничку делатност обављају на своја четири одсека: хемија, јонизујуће зрачење, физичка метрологија и време.
- Рад на сарадњи и координацији, укључујући обезбеђивање секретаријата за CIPM консултативне комитете и неке од њихових радних група и за CIPM MRA, и обезбеђивање институционалне везе са другим телима која подржавају међународну инфраструктуру квалитета и другим међународним телима
- Изградња капацитета и програми преноса знања ради повећања ефикасности у оквиру светске метролошке заједнице оних држава чланица и сарадника са новим метролошким системима
- Ресурс центар који обезбеђује базу података и публикације за међународну метрологију

BIPM је једна од дванаест организација чланица Међународне мреже за инфраструктуру квалитета (INetQI), која промовише и спроводи QI активности у метрологији, акредитацији, стандардизацији и оцењивању усаглашености.
BIPM има важну улогу у одржавању тачног доба дана широм света. Комбинује, анализира и усредсређује званичне стандарде атомског времена земаља чланица широм света како би створио јединствено, званично координисано универзално време (UTC).

## Директори
Од оснивања, директори BIPM-а су били:
| Име                 | Држава               | Мандат         | Напомене         |
| ------------------- | -------------------- | -------------- | ---------------- |
| Гилберт Гови        | Италија              | 1875–1877      |                  |
| Ж. Перне            | Швајцарска           | 1877–1879      | Вршилац дужности |
| Оле Јакоб Брох      | Норвешка             | 1879–1889      |                  |
| Ж.-Рене Бенва       | Француска            | 1889–1915      |                  |
| Шарл Едуар Гијом    | Швајцарска           | 1915–1936      |                  |
| Алберт Перар        | Француска            | 1936–1951      |                  |
| Шарл Воле           | Швајцарска           | 1951–1961      |                  |
| Жан Терја           | Француска            | 1962–1977      |                  |
| Пјер Жакамо         | Француска            | 1978–1988      |                  |
| Тери Џ. Квин        | Уједињено Краљевство | 1988–2003      | Почасни директор |
| Ендру Џ. Валард     | Уједињено Краљевство | 2004–2010      | Почасни директор |
| Мајкл Кине          | Немачка              | 2011–2012      |                  |
| Мартин Џ. Т. Милтон | Уједињено Краљевство | 2013–садашњост |                  |